# Franco e Vila Boa
Franco e Vila Boa (llamada oficialmente União das Freguesias de Franco e Vila Boa) es una freguesia portuguesa del municipio de Mirandela, distrito de Braganza.

## Historia
Fue creada el 28 de enero de 2013 en aplicación de una resolución de la Asamblea de la República de Portugal promulgada el 16 de enero de 2013 con la unión de las freguesias de Franco y Vila Boa, pasando su sede a estar situada en la antigua freguesia de Franco.

## Demografía
| Gráfica de evolución demográfica de Franco e Vila Boa entre 2011 y 2021 |
|                                                                         |
| Datos según el nomenclátor publicado por el INE portugués.              |